# Ewelina Saszenko
Ewelina Saszenko (lit. Evelina Sašenko; ur. 26 lipca 1987 w Rudziszkach) – litewska piosenkarka jazzowa i popowa polskiej narodowości, reprezentowała Litwę podczas 56. Konkursu Piosenki Eurowizji w 2011 roku.

## Dzieciństwo i edukacja
Urodziła się i zamieszkuje na Litwie. Jest Polką z Wileńszczyzny. Od urodzenia była uczona języka polskiego i litewskiego, a w dzieciństwie uczęszczała do polsko-litewskich szkół.
Studiowała na Litewskiej Akademii Muzyki i Teatru.

## Kariera muzyczna
Karierę zaczęła jako sześciolatka. Brała udział w wielu litewskich festiwalach dla dzieci, jeden z nich – Dainų dainelė – sześciokrotnie wygrała. W 2009 roku brała udział w konkursie operowym Triumfo arką telewizji LTV, gdzie zyskała popularność na Litwie. Po udziale w konkursie znany litewski kompozytor Gintaras Rinkevičius zaproponował jej kilku projektach muzycznych z Litewską Orkiestrą Symfoniczną.
W 2010 wzięła udział w litewskich eliminacjach do 55. Konkursu Piosenki Eurowizji z utworem „For This I’ll Pray”. W lutym wykonała utwór w półfinale selekcji i awansowała do finału, w którym zajęła ostatecznie trzecie miejsce. W 2011 roku ponownie zgłosiła się do krajowych selekcji eurowizyjnych, tym razem z numerem „C’est ma vie”. Na początku lutego wystąpiła w drugim półfinale eliminacji i z pierwszego miejsca zakwalifikowała się do rundy finałowej, którą ostatecznie wygrała z wynikiem 168 punktów od jurorów, dzięki czemu została reprezentantką Litwy podczas 56. Konkursu Piosenki Eurowizji organizowanego w Düsseldorfie.
Po wygraniu finału żadna lokalna firma nie zaoferowała pomocy finansowej artystce. Ostatecznie sponsorem przygotowań piosenkarki do udziału w imprezie została polska firma inwestycyjna „Aktio”. Przed występem w konkursie Saszenko zastrzegła, aby jej nazwisko zapisywano w transkrypcji polskiej. Miało to związek z dyskryminacyjnymi przepisami na Litwie, które zabraniają przedstawicielom mniejszości narodowych nosić oryginalne imiona i nazwiska. Zarówno imię jak i nazwisko jest administracyjnie zmieniane na zgodne z litewską gramatyką i alfabetem.
12 maja 2011 roku wystąpiła w pierwszym półfinale konkursu i z piątego miejsca awansowała do finału, w którym zajęła ostatecznie 19. miejsce z 63 punktami na koncie, w tym z maksymalną notą 12 punktów od Gruzji i  Polski.

## Dyskografia

### Single
- 2010: „For This I’ll Pray”
- 2011: „C’est ma vie”